# Bitva u mysu Palos
Bitva u mysu Palos byla největší námořní bitva španělské občanské války a jedno z posledních významných vítězství republikánů ve válce. 
Došlo k ní v noci z 5. na 6. března 1938 poblíž Cartageny, východně od mysu Palos, mezi frankistickým seskupením složeným z dvou těžkých a jednoho lehkého křižníku a republikánským seskupením složeným ze dvou lehkých křižníků a pěti torpédoborců. 
Noc umožnila třem republikánským torpédoborcům přiblížit se nepozorovaně k frankistickému uskupení a odpálit salvu torpéd, z nichž dvě zasáhla a smrtelně poškodila těžký křižník Baleares, který se po třech hodinách potopil. Mezi stovkami mrtvých frankistických námořníků byl i velitel uskupení admirál Vierna.
Vítězství sice bylo republikány velice oslavováno, ale na průběh pro ně již prohrané války nemělo prakticky žádný vliv. Republikánský velitel, admirál Gonzáles, obdržel za svůj úspěch a statečnost Placa Laureada de Madrid, nejcennější vojenské vyznamenání druhé republiky.